# Ízlés dolga
Az Ízlés dolga (eredeti címén: Le Goût des autres) egy 2000-ben bemutatott francia vígjáték és filmdráma Agnès Jaoui rendezésében. A forgatókönyvet készítette Jaoui és Jean-Pierre Bacri. A főszerepben Jaoui, Bacri, Anne Alvaro és Alain Chabat. A film premierjét 2000. március 1-jén mutatták be Franciaországban. Magyarországon 2001. április 19-től vetítették a mozikban.
Az Ízlés dolgát egy Oscar-díjra és kilenc César-díjra jelölték. Négy Césart váltott díjra a legjobb film, férfi és női mellékszereplő és forgatókönyv kategóriában.

## Cselekmény
Castella francia iparmágnás szerződést akar kötni iráni üzletemberekkel. Ehhez Weberrel, egy fiatal, egyetemi diplomával rendelkező vezetési tanácsadóval dolgozik együtt, akit Castella nem fogad el. Ráadásul Castellát a szerződés megkötése közben biztosítási okokból a testőrként dolgozó Franck kíséri el. Franckről később kiderül, hogy korábban a rendőrségen dolgozott, és egy nyomozás után kilépett.  
Amikor Castella a feleségével megnézi Racine Bérénice című darabját a színházban, beleszeret a főszerepet alakító Clarába, aki a színészet mellett angol órákat is ad neki. Szabadidejében mindig megpróbálja felvenni vele a kapcsolatot, de többször is szóváltásba keveredik a nő művészbarátaival. 
Bruno, Castella sofőrje a pincérnővel, Manie-val találkozgat, pedig van barátnője, aki hat hónapos szakmai gyakorlatot végez az Egyesült Államokban. Nem sokkal később levelet kap tőle, amelyben bevallja, hogy ő is megcsalta. Franck, Castella testőre, Bruno révén megismeri Manie-t is, és kettejük között viszony kezdődik. Folyton azzal viccelődnek, hogy összeköltöznek és összeházasodnak, ha Franck szerződése lejár Castellánál. Manie-ról azonban kiderül, hogy a pincérkedés mellett drogokat is árul, ami végül a kapcsolatuk végét okozza. Bruno eközben megtudja, hogy a barátnője az Egyesült Államokban akar maradni.
Castella egy angol versben vallja meg érzéseit Clarának. A nő közli vele, hogy nem tudja viszonozni őket, mire a férfi nem jön többé angolórára. Vesz egy műalkotást Clara egyik ismerősétől, és a nő attól tart, hogy a férfi csak azért teszi ezt, hogy jó benyomást keltsen benne. Clara szembesíti Castellát, aki megdöbbenve veszi tudomásul, hogy a nő nem hiszi el neki, hogy azért vette meg a festményt, mert tetszik neki. Weber, a vezetési tanácsadó, beadja a felmondását, mert Castella úgy tűnik, nem tudja elfogadni, hogy más háttérrel rendelkezik, mint ő. Castella rájön, hogy hibát követett el, és megkéri, hogy gondolja át a döntését.
Amikor a szerződés aláírása után megszűnik a munkaviszonya, Franck Manie házához hajt. A küszöbön azonban megáll, megfordul és elhajt. Castella elválik a feleségétől. Clara meghívja őt új darabjának, a Hedda Gablernek bemutatójára, amire Castella végül eljön.

## Szereplők
| Szerep            | Színész             | Magyar hang     |
| ----------------- | ------------------- | --------------- |
| Clara             | Anne Alvaro         | Ráckevei Anna   |
| Castella          | Jean-Pierre Bacri   | Forgács Gábor   |
| Bruno Deschamps   | Alain Chabat        | Epres Attila    |
| Manie             | Agnès Jaoui         | Fehér Anna      |
| Franck Moreno     | Gérard Lanvin       | Csernák János   |
| Angélique         | Christiane Millet   | Csere Ágnes     |
| Antoine           | Wladimir Yordanoff  | Háda János      |
| Valérie, a ravasz | Anne Le Ny          | Báthory Orsolya |
| Béatrice          | Brigitte Catillon   | Nyakó Júlia     |
| Weber             | Xavier De Guillebon | Kerekes József  |
| Benoît            | Raphaël Dufour      | Fekete Zoltán   |
| Fred              | Bob Zaremba         | Albert Péter    |
| rendező           | Sam Karmann         | n.a             |

További magyar hangok: Beratin Gábor, Dobránszky Zoltán, Imre István, Katona Zoltán, Nagy Máté, Rába Roland, Sallai Tibor, Solecki Janka, Várnagy Katalin, Vizy György

## Fogadtatása
A film kedvező kritikát kapott. A Rotten Tomatoeson 98%-os minősítést kapott 60 vélemény alapján, az összefoglaló szerint: „Az Ízlés dolga friss, szellemes vígjáték az ellentétek vonzásáról. A karakterek jól megrajzoltak és megnyerőek, társadalmi interakcióik pedig hihetőek.” Eve Zibart a The Washington Posttól azt írta: „Vannak dolgok, amelyeket a franciák jobban csinálnak, mint mi, és a kisfilm az egyik ilyen.” Roger Ebert úgy gondolta, az „Ízlés dolga egyik pozitívuma, hogy olyan okos, és könnyedén viseli intelligenciáját.”
A MetaCritic 78 pontot adott a 100-ból 24 értékelés alapján. Kenneth Turan a Los Angeles Timestól azt írta: „Mindez a romantikus oda-vissza játék fokozatosan és bájos együttes stílusban bontakozik ki. Miközben a szereplők azon gondolkodnak, hogy elcsábítják egymást, elkerülhetetlenül bonyolítják az életüket, anélkül, hogy tehetnének róla, a film velük együtt csábít el minket is.” William Arnold a Seattle Post-Intelligencertől azt írta: „Ez egy szépen kidolgozott kis ensemble-darab, de - mint oly sok film, amely az utóbbi években Franciaországban divatba jött - meglepően könnyed és felejthető.”
A film 1 millió dolláros bevételt szerzett a Box Office Mojo szerint. A költségvetésről nincs elérhető adat.

## Fontosabb díjak és jelölések
| Esemény                                  | Díj                    | Kategória                                   | Eredmény |
| ---------------------------------------- | ---------------------- | ------------------------------------------- | -------- |
| 2001-es César-díjátadó                   | César-díj              | Legjobb film                                | Elnyerte |
| 2001-es César-díjátadó                   | César-díj              | Legjobb rendező                             | Jelölve  |
| 2001-es César-díjátadó                   | César-díj              | Legjobb színész: Jean-Pierre Bacri          | Jelölve  |
| 2001-es César-díjátadó                   | César-díj              | Legjobb női mellékszereplő: Anne Alvaro     | Elnyerte |
| 2001-es César-díjátadó                   | César-díj              | Legjobb női mellékszereplő: Agnès Jaoui     | Jelölve  |
| 2001-es César-díjátadó                   | César-díj              | Legjobb férfi mellékszereplő: Gérard Lanvin | Elnyerte |
| 2001-es César-díjátadó                   | César-díj              | Legjobb férfi mellékszereplő: Alain Chabat  | Jelölve  |
| 2001-es César-díjátadó                   | César-díj              | Legjobb vágás                               | Jelölve  |
| 2001-es César-díjátadó                   | César-díj              | Legjobb forgatókönyv                        | Elnyerte |
| 2000-es David di Donatello-gála          | David di Donatello-díj | Legjobb külföldi film                       | Elnyerte |
| 2000-es Európai Filmdíj-gála             | Európai Filmdíj        | Legjobb európai film                        | Jelölve  |
| 2000-es Európai Filmdíj-gála             | Európai Filmdíj        | Legjobb forgatókönyvíró                     | Elnyerte |
| 73. Oscar-gála                           | Oscar-díj              | Legjobb külföldi film                       | Jelölve  |
| Francia Filmművészeti Sajtóakadémia 2001 | Arany Csillag          | Arany Csillag filmnek                       | Elnyerte |